# Cerkiew Narodzenia Matki Bożej w Kamieniu Koszyrskim
Cerkiew Narodzenia Matki Bożej – prawosławna cerkiew w Kamieniu Koszyrskim, należąca do parafii eparchii wołyńskiej Ukraińskiego Kościoła Prawosławnego Patriarchatu Moskiewskiego.

## Historia
Cerkiew została wzniesiona w 1723 z fundacji nadwornego chorążego litewskiego Jana Józefa Krasickiego. Była to świątynia unicka, na prawosławie przeszła po synodzie połockim w 1839. W okresie przygotowań do likwidacji unii na ziemiach zabranych parafię odwiedził jej główny koordynator, biskup Józef Siemaszko.
Na początku XX w. do miejscowej parafii należało 1708 osób.

## Architektura
Cerkiew jest budowlą trójdzielną, drewnianą na murowanej podmurówce. Została wzniesiona na planie krzyża łacińskiego. Do 1880 była zwieńczona trzema kopułami, w wymienionym roku na miejscu kopuły położonej nad przedsionkiem zbudowano dzwonnicę. Łączna wysokość cerkwi wynosi ok. 28–30 metrów, a długość – 30 m. Wbrew prawosławnej tradycji świątynia nie jest orientowana (pomieszczenie ołtarzowe położone jest po stronie południowej).
We wnętrzu świątyni znajdował się trzyrzędowy ikonostas, zaś na lewym klirosie wystawiono dla kultu ikonę św. Mikołaja (przeniesioną następnie do muzeum krajoznawczego).